# Justizvollzugsanstalt Weiden
Die Justizvollzugsanstalt Weiden i.d.OPf. (kurz JVA Weiden) ist eine in Weiden im bayerischen Regierungsbezirk Oberpfalz gelegene Haftanstalt. Sie hat eine Belegungsfähigkeit von 120 Haftplätzen.

## Geschichte
1857 bezog das Königliche Bezirksgericht mitsamt Bezirksgefängnis den Waldsassener Kasten (den ehemaligen Wirtschaftshof des Klosters Waldsassen) in Weiden, der bis 1966 Sitz des Weidener Landgerichts und bis 1989 Sitz des Landgerichtsgefängnisses war. 1989 ging die neu erbaute Justizvollzugsanstalt am Almesbacher Weg in Betrieb.

## Organisation
Die JVA ist zuständig für die Vollstreckung von Freiheitsstrafen bis zu zwei Jahren an erwachsenen männlichen Verurteilten im Erstvollzug sowie bis zu einem Jahr im Regelvollzug. Zudem wird Untersuchungshaft an männlichen Personen ab 18 Jahren vollzogen. Der Einzugsbereich erstreckt sich auf den Landgerichtsbezirk Weiden mit den beiden Amtsgerichtsbezirken Weiden und Tirschenreuth.